# Miranda Oakley
Miranda Oakley (* 1. Juni 1984) ist eine amerikanisch-palästinensische Sportkletterin und die erste Frau, die El Capitan über die Route The Nose innerhalb eines Tages solo bestiegen hat. Sie ist eine Gründerin der „Climbers with Palestine“.

## Früher Werdegang und Ausbildung
Miranda Oakley ist in Kensington in Maryland aufgewachsen. Ihre Eltern waren eine palästinensische Immigrantin und ein amerikanischer Musiklehrer, beide waren Friedensaktivisten. Ihre Mutter nahm sie schon früh zu Sitzungen einer palästinensischen Hilfsorganisation mit. Die Mittelschule, die sie besuchte, wurde von Quäkern geführt. 1999 wurden sie und ihr jüngerer Bruder zum Sportklettern in Rockville mitgenommen, worauf sie bald dem Kletterclub und auch dem Team der Sportkletterer beigetreten ist. Sie lernte zu bouldern und topropen, wobei sie den Schwierigkeitsgrad von 5.10 erreichte. Wie sie fürs Studium von zu Hause weg ans St. Mary College zog, begann sie mit dem Freiklettern und unternahm Ausflüge zu Kletterfelsen in der Umgebung. Später gründete sie einen von der Schule anerkannten Kletterkurs und begann Klettern anderen beizubringen. 2005 studierte sie für sechs Monate Europäische Politik in Granada, Spanien, wo sie sich auch als Kletterin weiterentwickelte. 2006 bekam sie einen Bachelor of Arts in International Studies am St. Mary’s College.

## Kletterlaufbahn
Nach ihrem Abschluss begann Oakley, in einer Unterkunft beim Yosemite-Nationalpark als Tellerwäscherin auszuhelfen, später wurde sie Kletterlehrerin am Yosemite-Nationalpark. 2008 bestieg sie zusammen mit einem Kollegen den Incredible Hulk in der Sierra Nevada über die Red Dihedral Route. Im selben Jahr erklomm sie die Royal Arches in einer Gruppe von fünf Kletterern. 2017 reiste sie das ersten Mal zum Klettern nach Ramallah, Westjordanland, nachdem sie erfuhr, dass zwei Kollegen dort eine Kletter-Community aufbauten. 2021 führte sie Klettergruppen auf der 16 Seillängen starken Route in den Royal Arches an. 2013 reiste sie nach El Chaltén in Argentinien, wo sie mit anderen Kletterern an der Aguja de l’S die 400 m lange Wormhole Theory als erste bestiegen. Sie gilt als eine Pionierin der Kletterinnen, da schwierige Routen mehrheitlich von Männern bestiegen werden. Oakley gründete zusammen mit einer jüdischen Kletterin die „Climbers with Palestine“, die im März 2024 eine Flagge Palästinas im Joshua-Tree-Nationalpark, und im Juni ein Stop the Genocide Transparent am El Capitan im Yosemite-Nationalpark angebrachten.

### El Capitan
Sie bestieg El Capitan über verschiedene Routen. Ab 2015 erkletterte sie die Route The Nose mehr als zehnmal, meist zusammen mit anderen. Erst 2015 unternahm sie ihre erste Solobesteigung in 26 Stunden und wiederholte dies 2016, als sie El Capitan in weniger als 22 Stunden allein über die The Nose Route erstieg und so als erste Frau den Gipfel in weniger als 24 Stunden erreichte.